# Mahmoud Ben Ammar
Mahmoud Ben Ammar (arabe : محمود بن عمار) est un footballeur tunisien. Il évoluait au poste de défenseur avec le Club africain.

## Palmarès
Club africain
- Championnat de Tunisie (1) :
  - Champion : 1964.
- Coupe de Tunisie (1) :
  - Vainqueur : 1965.